# 帝国軍人援護会
帝国軍人援護会（ていこくぐんじんえんごかい）は、日露戦争に際して結成された軍人援護を目的とする内務省所管の財団法人である。1904年（明治37年）3月15日、設立認可。戦争終結後、1906年（明治39年）6月、解散した。

## 概要
松方正義、井上馨の両元老がイニシアチブを採り、益田孝、朝吹英二が事務運営の任に当たり、出征軍人の遺家族、戦病死者、傷痍兵などの援護を目的して創設された。有栖川宮威仁親王を総裁として奉戴し、皇太子夫妻からの寄付金もあった。他に、韓国皇室、慶應義塾、来日中の米国ユニオン・パシフィック鉄道社長などからの寄付もあった。解散時までの寄付累計は、135万7000円、1000件である。　
役員には、島津、毛利、徳川、前田、細川、伊達、鍋島など旧雄藩の藩主家を中心とする有力華族、三井、三菱をはじめとする関東・関西の財界関係者が就いている。
解散時、財産は各道府県に委託された軍人援護資金として継承され、1938年（昭和13年）設立の恩賜財団軍人援護会につながる。